# جي. إل. كاربنتر
جي. إل. كاربنتر هو سياسي أمريكي، ولد في 13 أبريل 1839 في Columbia Township, Meigs County, Ohio ‏ في الولايات المتحدة، وتوفي في 29 سبتمبر 1919 في أثينس في الولايات المتحدة. نشط حزبياً في الحزب الجمهوري. وقد انتخب عضو مجلس نواب أوهايو ‏.